# Ann Rutherford
Therese Ann Rutherford  (Vancouver, Canadá, 2 de novembro de 1917 - Beverly Hills, EUA, 11 de junho de 2012), foi uma atriz canadense/americana, que trabalhou em cinema, rádio, e televisão.

## Vida e carreira
Filha de um cantor de ópera chamado John Rutherford e de uma atriz chamada  Lillian Mansfield, Ann Rutherford seguiu os passos da mãe e, quando ainda criança, se apresentou em vários programas de rádio, embora sua estreia no cinema ocorresse em 1935 no filme Waterfront Lady. Mais tarde, Rutherford logo apareceria em vários westerns com os famosos atores John Wayne e Gene Autry. Depois disso ela seria colocada sob contrato com a Metro Goldwyn Mayer/"MGM". Na produtora a atriz apareceu em filmes como A Christmas Carol, de 1938 e Pride and Prejudice (que teve o título de Orgulho e preconceito no Brasil), de 1940, contracenando neste último com Greer Garson e Laurence Olivier.
De 1937 até 1942, a atriz interpretou a encantadora "Polly Benedict" na bem sucedida série de filmes Hardy Family. Sua personagem era a namorada do protagonista, "Andy Hardy", interpretado por Mickey Rooney. Ela também estrelou, ao lado de Red Skelton, outra série de filmes que misturava os gêneros mistério e comédia começando com Whistling in the Dark (1941), seguidindo-se com Whistling Dixie (1942), e finalizando com Whistling in Brooklyn (1943).
Em 1939 Ann Rutherford foi emprestada à Selznick International Pictures para o filme Gone with the Wind (no Brasil E o vento levou), que foi um monumental sucesso em termos de público e crítica, alcançando a maior bilheteria que um filme já conquistou na história do cinema. Neste filme Rutherford interpretou "Carreen O'Hara", que era uma das irmãs mais novas da protagonista da trama, "Scarlett O'Hara" (Vivien Leigh). Embora fosse um pequeno papel, talvez seja por este trabalho que ela seja melhor lembrada hoje, tudo por causa do enorme sucesso do filme. Ann Rutherford participou, durante muitos anos, de eventos ligados à E o vento levou, e, junto com Alicia Rhett, Olivia de Havilland, Mary Anderson e Mickey Kuhn, foi um dos nomes creditados no longa a terem vivido ate a decada de 2010.
Ann Rutherford apareceu em vários programas do início da TV, entre os quais, Studio One e Playhouse 90. Embora em 1950 tivesse deixado o trabalho no cinema, ela retornaria aos estúdios em 1972 para o filme They Only Kill Their Masters. Em 1976 trabalharia em seu último longa-metragem, Won Ton Ton, the Dog Who Saved Hollywood.
Em 1997, a atriz foi convidada para voltar ao cinema no filme Titanic, onde interpretaria "Rose Calvert", a personagem de Kate Winslet na fase idosa. Ela recusou e o papel acabou indo para outra estrela do cinema antigo, Gloria Stuart, depois de vários outros nomes terem sido cogitados, como o de Olivia de Havilland, com quem Rutherford havia contracenado em E o vento levou.
Ann Rutherford foi casada duas vezes. Na véspera do Natal de 1942, casou-se com David May, e tiveram uma menina, Gloria May, em 1943. O casal se divorciou em 1953, e, nesse mesmo ano, ela se casou com William Dozier, que passou a produzir a série de TV Batman. Dozier morreu em 1991.
Em 2 de novembro de 2002 ela comemorou seu 85º aniversário cercada de muitos parentes e amigos em Beverly Hills, California. Nem Evelyn Keyes (que sofria de Doença de Alzheimer) e nem Olivia de Havilland (que se encontrava em Paris, na França), dois dos nomes que contracenaram com a atriz em E o vento levou, puderam comparecer.
Rutherford possui duas estrelas na Calçada da Fama de Hollywood. Sua estrela de cinema está em 6834 Hollywood Blvd. Sua  outra estrela é pelo trabalho na televisão e localiza-se em 6331 Hollywood Blvd.
Ela faleceu em Beverly Hills, em casa, no dia 11 de junho de 2012, aos 94 anos. Sua saúde estava debilitada devido a problemas no coração.

## Filmografia
- Waterfront Lady (1935)
- Melody Trail (1935)
- The Fighting Marines (1935)
- The Singing Vagabond (1935)
- The Oregon Trail (1936)
- The Lawless Nineties (1936)
- Doughnuts and Society (1936)
- Comin' Round the Mountain (1936)
- The Harvester (1936)
- The Lonely Trail (1936)
- Down to the Sea (1936)
- The Devil Is Driving (1937)
- Public Cowboy No. 1 (1937)
- The Bride Wore Red (1937)
- Live, Love and Learn (1937)
- You're Only Young Once (1937)
- Of Human Hearts (1938)
- Judge Hardy's Children (1938)
- Love Finds Andy Hardy (1938)
- Out West with the Hardys (1938)
- Dramatic School (1938)
- A Christmas Carol (1938)
- Four Girls in White (1939)
- The Hardys Ride High (1939)
- Andy Hardy Gets Spring Fever (1939)
- These Glamour Girls (1939)
- Dancing Co-Ed (1939)
- Gone with the Wind (1939)
- Judge Hardy and Son (1939)
- The Ghost Comes Home (1940)
- Andy Hardy Meets Debutante (1940)
- Pride and Prejudice (1940)
- Wyoming (1940)
- Keeping Company (1940)
- Andy Hardy's Private Secretary (1941)
- Washington Melodrama (1941)
- Whistling in the Dark (1941)
- Life Begins for Andy Hardy (1941)
- Badlands of Dakota (1941)
- This Time for Keeps (1942)
- The Courtship of Andy Hardy (1942)
- Orchestra Wives (1942)
- Whistling in Dixie (1942)
- Andy Hardy's Double Life (1942)
- Happy Land (1943)
- Whistling in Brooklyn (1943)
- Bermuda Mystery (1944)
- Two O'Clock Courage (1945)
- Bedside Manner (1945)
- The Madonna's Secret (1946)
- Murder in the Music Hall (1946)
- Inside Job (1946)
- The Secret Life of Walter Mitty (1947)
- Adventures of Don Juan (1948)
- Operation Haylift (1950)
- They Only Kill Their Masters (1972)
- Won Ton Ton, the Dog Who Saved Hollywood (1976)